# Скобельцын, Николай Николаевич
Николай Николаевич Скобельцы́н (1789—1864) — генерал-лейтенант русской императорской армии, участник войны 1812 года.

## Биография
Происходил из дворянского рода Скобельцыных. Родился в 1789 году в семье Николая Семёновича Скобельцына и его жены Ирины Александровны (1774—1830), происходившей из рода Тырковых.
Служил в лейб-гвардии Семёновском полку: вступил в службу 22 февраля 1810 года подпрапорщиком, в начале марта 1812 года — прапорщик. В рядах Семёновского полка 9 марта 1812 года выступил из Санкт-Петербурга в поход, под командой полковника Ф. Н. Посникова; отступал от Вильно до Бородино, где принял участие в генеральном сражении; сражался при Тарутино и под Малоярославцем, затем участвовал в преследовании французов до границ Российской империи. Принял участие в Заграничных походах 1813—1814 годов, отличился при переходе через Неман, Вислу, Одер и Эльбу, сражался при Лютцене и при Бауцене; с 19 сентября по 19 ноября 1813 года участвовал в блокаде крепости Модлин, после чего был переведён в Резервную армию.
В 1827—1837 годах — командир Староингерманландского пехотного полка; сначала подполковником, с 1831 года — полковник. Отличился при подавлении Польского восстания.
Генерал-майор с 28.01.1838, генерал-лейтенант с 03.04.1849. В 1840 году — командир 1-й бригады 2-й гренадерской дивизии; в 1849—1853 годах был начальником 18-й пехотной дивизии; в 1855 году — начальник резервной дивизии 6-го пехотного корпуса. В 1856 году вышел в отставку с мундиром и пенсионом полного жалования.
Был награждён орденами: Св. Анны 2-й и 1-й степени, Св. Владимира 3-й (1833) и 2-й степени, Св. Георгия IV класса (за выслугу 25 лет; № 4624; 25.12.1831), Св. Станислава 2-й (со звездой; 1833) и 1-й степени, Белого орла.
Был холост и перед смертью — умер 21 сентября (3 октября) 1864 года — завещал усадьбу Торошковичи-Тырково, где и был похоронен на кладбище возле Преображенской церкви, своему младшему брату Владимиру Николаевичу.